# Кельмелите, Виргиния
Виргиния Кельмелите (лит. Virginija Kelmelytė; 17 ноября 1963, Неринга — 27 апреля 2022, Вильнюс) — литовская и советская актриса театра и кино.

## Биография
Родилась в 1963 году в Неринге в семье рыбака.
В 1985 году окончила актёрский факультет Вильнюсской консерватории.
Играла в Каунасском драматическом театре (1985—1989) и Литовском драматическом театре (1989—1996).
В кино с 1984 года: дебютировав в фильме «Моя маленькая жена», затем сыграла десяток главных ролей в фильмах Литовской киностудии.
В 1996 году уехала в Болгарию, с 2000 года жила в Париже. Работала в центре по оказанию психологической помощи больным СПИДом и детям с онкологическими заболеваниями.
Сын — режиссер Антанас Обцарскас.
Похоронена на кладбище Юодкранте.

## Избранная фильмография
- 1984 — Моя маленькая жена — эпизод
- 1987 — Сказания городка Кукучяй — Мартина — главная роль
- 1987 — Дон Жуан — донна Анна — главная роль
- 1987 — Вечное сияние — Амиля — главная роль
- 1989 — Загадка Эндхауза — Ник Бакли, владелица Эндхауза — главная роль
- 1989 — Пробуждение — Эляна, жена Казиса — главная роль
- 1989 — День рыбы — Вия
- 1990 — Дрозд — птаха зелёная — Женщина-птица — главная роль